# Houx cassine
Ilex cassine
Espèce
Statut de conservation UICN

 LC  : Préoccupation mineure
Le Houx cassine ou le Houx de Dahoon (Ilex cassine) est une espèce d'arbustes sempervirent appartenant au genre Ilex de la famille des Aquifoliacée. Elle se développe dans les zones humides du sud-est de l'Amérique du Nord. Elle est utilisée comme thé et cultivée comme arbuste d'ornement.

## Description

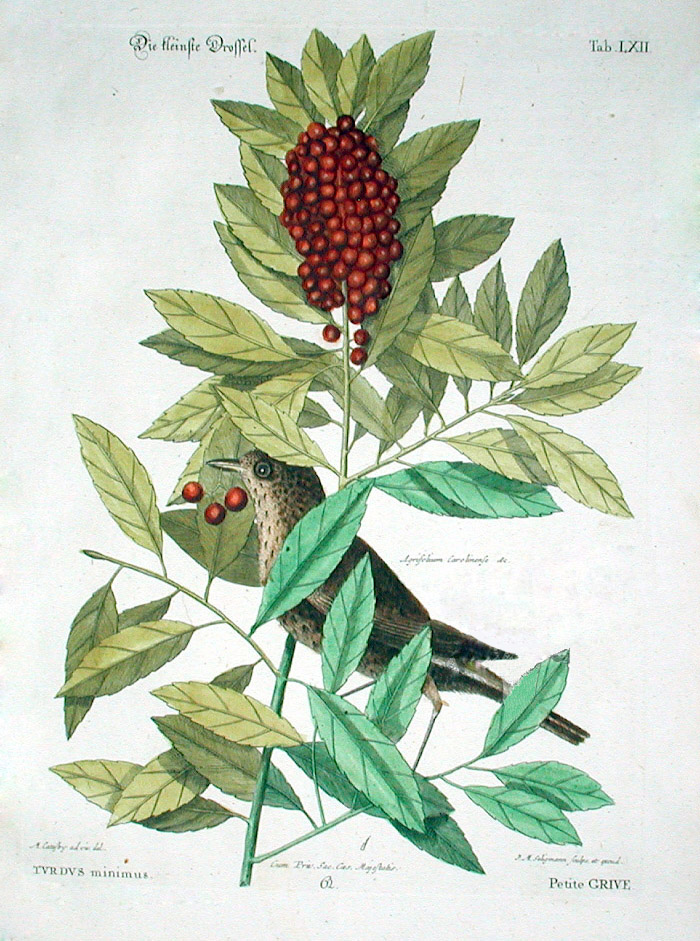
Ilex cassine et grive, dessin de Mark Catesby

C'est un grand arbuste ou un petit arbre vivace mesurant généralement de 3 à 9 m de haut et pouvant atteindre 21 m dans le sud de la Floride.
Son feuillage persistant est composé de feuilles elliptiques-oblongues de 6 à 15 cm de long sur 2 à 4 cm, de couleur vert foncé luisant, généralement entières à bord lisse, parfois avec quelques petites épines près du sommet.
Les fleurs blanches ont une corolle à quatre pétales en partie soudées. Les fruits sont des drupes sphériques de 5 à 6 mm de diamètre contenant quatre graines.
Comme la plupart des houx, c'est une espèce dioïque, c'est-à-dire à pieds mâles et femelles distincts. Seuls les pieds femelles fructifient et la présence d'un pied mâle dans les environs est nécessaire pour leur pollinisation par les abeilles.

## Distribution
Le Houx cassine est originaire de la côte sud-est des États-Unis de la Virginie au sud-est du Texas. On la trouve également dans le centre du Mexique (Veracruz) et dans les Antilles (Cuba, Porto Rico, Bahamas),. Son aire d'expansion s'est étendue vers l'intérieur des terres par la culture.
Cette espèce se rencontre communément à proximité des zones humides dont les marécages d'eau douce et les dépressions interdunaires ainsi que le long des cours d'eau, des étangs et des lacs.

## Taxonomie
Le nom correct complet (avec auteur) de ce taxon est Ilex cassine L..

### Nom français
Ce taxon porte en français le nom vulgarisé et normalisé « Houx de Dahoon ».

### Sous-espèces
Selon Plants of the World online (POWO) (7 mars 2025) :
- Ilex cassine subsp. cassine
- Ilex cassine subsp. mexicana (Turcz.) A.E.Murray

## Utilisation
Génétiquement proche de la yerba Maté, le Houx cassine possède des propriétés médicinales analogues. De plus, ses feuilles contiennent de la caféine et d'autres composés apparentés. À l'instar du Yaupon, l'espèce est traditionnellement utilisée par les Amérindiens pour produire du thé et de la boisson noire.
L'espèce est cultivée à ces fins alimentaires et ainsi qu'en tant qu'arbre d'ornement pour l'attrait de ses fruits rouge brillant contrastant fortement avec le feuillage vert luisant. Le Houx cassine est potentiellement un réservoir génétique pour la sélection variétale des cultures de yerba Maté.